# Międzyleś (osada w województwie lubelskim)
Międzyleś – osada w Polsce położona w województwie lubelskim, w powiecie bialskim, w gminie Tuczna.
W latach 1975–1998 miejscowość administracyjnie należała do województwa bialskopodlaskiego.
Osada jest sołectwem w gminie Tuczna. Według Narodowego Spisu Powszechnego z roku 2011 osada liczyła 198 mieszkańców.
Wyznawcy prawosławia należą do parafii św. Anny w Międzylesiu.